# Coppa Bernocchi 1980
La Coppa Bernocchi 1980, sessantaduesima edizione della corsa, si svolse il 24 agosto 1980 su un percorso di 230 km. Era valida come evento del circuito UCI categoria CB1.1. La vittoria fu appannaggio dell'italiano Giuseppe Saronni, che terminò la gara in 5h39'36", alla media di 40,636 km/h, che precedette lo svedese Alf Segersäll e il belga Alfons De Wolf. La partenza fu a Legnano mentre l'arrivo fu a Lonate Ceppino.

## Ordine d'arrivo (Top 10)
| Pos. | Corridore          | Squadra         | Tempo    |
| ---- | ------------------ | --------------- | -------- |
| 1    | Giuseppe Saronni   | Gis Gelati      | 5h39'36" |
| 2    | Alf Segersäll      | Bianchi-Piaggio | a 19"    |
| 3    | Alfons De Wolf     | Boule d'Or      | a 22"    |
| 4    | Alfredo Chinetti   | Inoxpran        | s.t.     |
| 5    | Roger De Vlaeminck | Boule d'Or      | s.t.     |
| 6    | Pierino Gavazzi    | Magniflex-Olmo  | s.t.     |
| 7    | Wladimiro Panizza  | Gis Gelati      | s.t.     |
| 8    | Vittorio Algeri    | Magniflex-Olmo  | s.t.     |
| 9    | Giovanni Mantovani | Hoonved         | s.t.     |
| 10   | Salvatore Maccali  | Bianchi-Piaggio | s.t.     |